# آنا جيه. هاريسون
آنا جيه. هاريسون (بالإنجليزية: Anna J. Harrison)‏ (و. 1912 – 1998 م) هي كيميائية أمريكية، ولدت في بنتون سيتي، توفيت في هوليوك، عن عمر يناهز 86 عاماً.

## التعليم
تعلمت في جامعة ميسوري، في تخصص كيمياء فيزيائية، وتحصلت منها على دكتوراة في الفلسفة.